# 拉穆塔德
拉穆塔德（法語：La Moutade，法語發音：[la mutad]）是法国多姆山省的一个旧市镇，属于里永区。2016年1月1日，拉穆塔德和相邻的塞吕勒合并为新市镇莫尔日河畔尚巴龙（Chambaron sur Morge），拉穆塔德为政府驻地。

## 地理
拉穆塔德（45°58'1"N, 3°9'38"E）面积5.31 平方千米，位于法国奥弗涅-罗讷-阿尔卑斯大区多姆山省，该省份为法国中南部省份，北起阿列省接壤，东临卢瓦尔省，南至上盧瓦爾省和康塔爾省，西接科雷兹省和克勒兹省。
与拉穆塔德接壤的市镇（或旧市镇、城区）包括：欧比亚、塞吕勒。

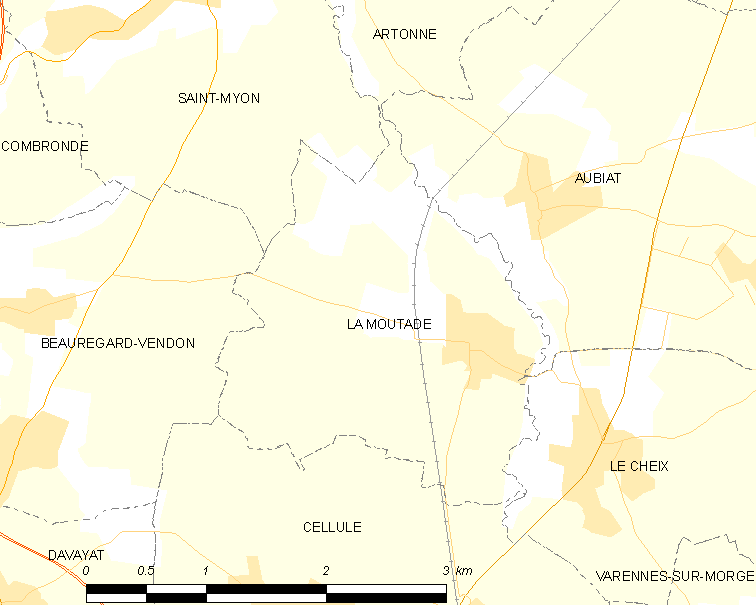
拉穆塔德的OSM定位图

拉穆塔德的时区为UTC+01:00、UTC+02:00（夏令时）。

## 行政
拉穆塔德的邮政编码为63200，INSEE市镇编码为63244。

## 政治
拉穆塔德所属的省级选区为里永县。

## 人口

1962-2008年间拉穆塔德人口变化图示

拉穆塔德于2018年1月1日时的人口数量为533人。